# Christina Schäfer
Christina Schäfer (22 de diciembre de 1982) es una deportista alemana que compitió en tiro con arco, en la modalidad de arco recurvo.
Ganó una medalla de bronce en el Campeonato Mundial de Tiro con Arco en Sala de 2005 y una medalla de bronce en el Campeonato Europeo de Tiro con Arco en Sala de 2006.

## Palmarés internacional
| Campeonato Mundial en Sala | Campeonato Mundial en Sala | Campeonato Mundial en Sala | Campeonato Mundial en Sala |
| Año                        | Lugar                      | Medalla                    | Prueba                     |
| -------------------------- | -------------------------- | -------------------------- | -------------------------- |
| 2005                       | Aalborg (Dinamarca)        | Medalla de bronce          | Individual                 |
| Campeonato Europeo en Sala |                            |                            |                            |
| Año                        | Lugar                      | Medalla                    | Prueba                     |
| 2006                       | Jaén (España)              | Medalla de bronce          | Equipo                     |